# Pšavi
Pšavi (gruz. ფშავლები) je etnografska skupina Gruzijaca. Žive na području sliva rijeke Pšavi-Aragvi, u općini Dušeti, regija Mcheta-Mtianetija, kao i u kompaktnim naseljima nekih okruga istočne Gruzije. Govore pšavskim dijalektom gruzijskog jezika. Broje oko 30 000 ljudi.
U prošlosti su ih razlikovale neke lokalne značajke kulture i života. Bili su poznati po svojoj vještini u proizvodnji vunenih proizvoda. Bave se i stočarstvom.
Nominalno gruzijski pravoslavci, Pšavi su, poput ostalih planinskih plemena, sačuvali neka svoja pretkršćanska vjerovanja, koju šačica ljudi i dalje u sinkretičnom obliku ispovijeda u brojnim svetištima u regiji. Njihova povijest, tradicija i običaji također su slični onima njihovih istočnih susjeda Gruzije.
Popularni gruzijski pjesnik Luka Razikašvili (1861. – 1915.), poznatiji pod imenom "Važa-Pšavela" ("momak iz Pšavija"), rođen je u selu Čargali, u kojem se danas nalazi njegov spomen-dom.